# レッチャー郡 (ケンタッキー州)
レッチャー郡（英: Letcher County）は、アメリカ合衆国ケンタッキー州の南東部に位置する郡である。2010年国勢調査での人口は24,519人であり、2000年の25,277人から3.0%減少した。郡庁所在地はホワイツバーグ市（人口2,139人）であり、同郡で人口最大の都市はジェンキンス市（人口2,203人）である。レッチャー郡は1842年に設立され、郡名は1840年から1844年までケンタッキー州知事を務めたロバート・P・レッチャーに因んで名付けられた。
郡内はアルコール飲料の販売が禁止されている「ドライ郡」（禁酒郡）だが、ハイランド・ワイナリー、ホワイツバーグ市、ジェンキンス市のみが例外となっている。
1967年、地元土地所有者が映画監督のヒュー・オコーナーを殺した事件は、全国の注意をレッチャー郡に向けさせることになった。

## 地理
アメリカ合衆国国勢調査局に拠れば、郡域全面積は339.12平方マイル (878.3 km2)であり、このうち陸地339.04平方マイル (878.1 km2)、水域は0.07平方マイル (0.18 km2)で水域率は0.02%である。郡内にはバッドブランチ滝やリリーコーネットの森など自然が多い。

### 隣接する郡
- ノット郡 - 北西
- パイク郡 - 北東
- ワイズ郡 (バージニア州) - 南東
- ハーラン郡 - 南
- ペリー郡 - 南西

### 国立保護地域
- ジェファーソン国立の森（部分）

### パイオニアの馬道論争

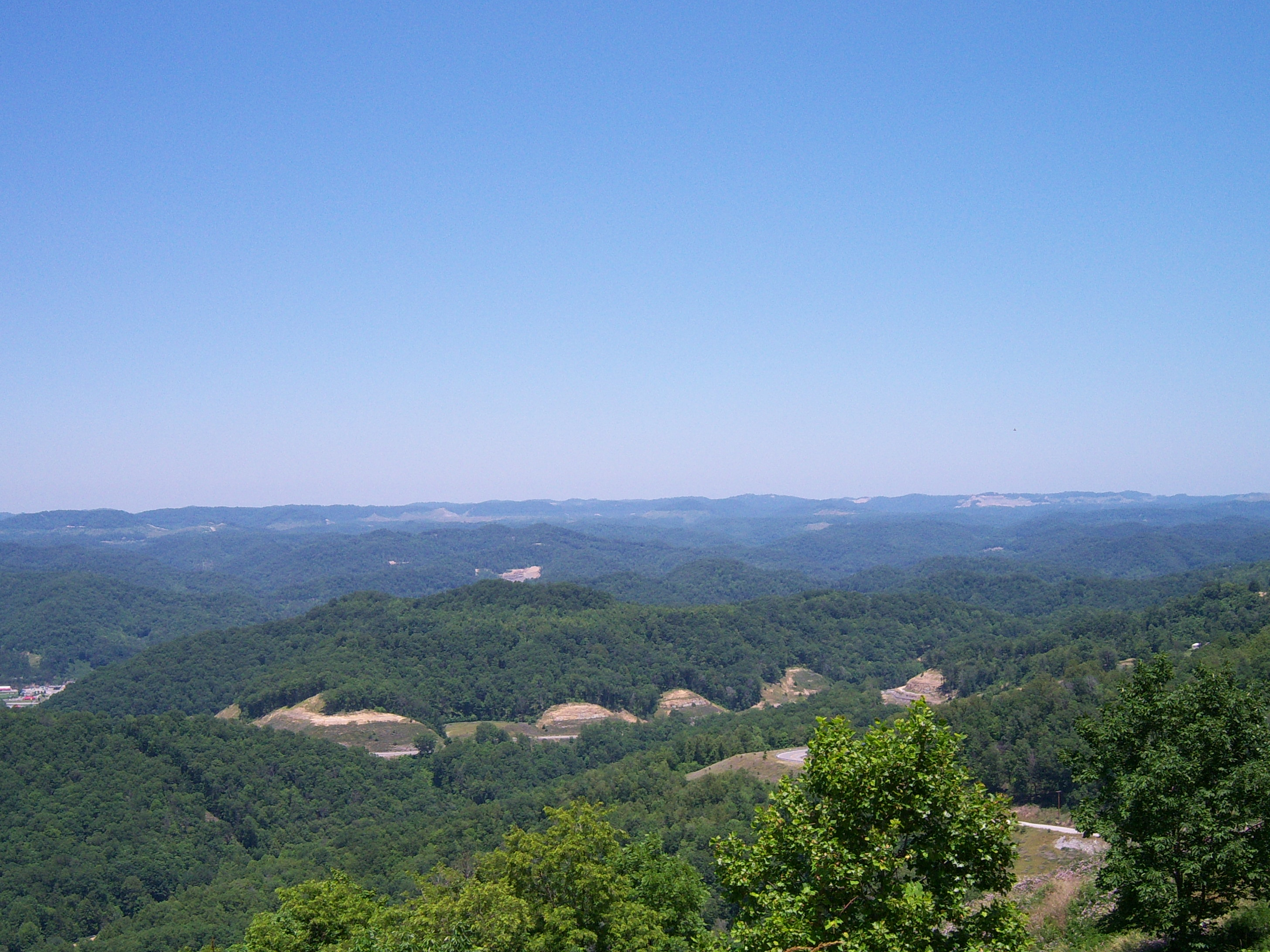
ホワイツバーグ市に近いパイン山からの眺め

レッチャー郡に観光客を呼び、地元経済を活性化させる動きの中で、パイン山でパイオニアホース・トレイルが建設中である。この道は州知事スティーブ・ベシア、ベシアの妻ジェーン、副知事のダニエル・モンジアードが提唱する「アドベンチャー・ツーリズム」の一環であり、2009年春の完成を目指していた。
しかし、この建設で自然環境が壊されるか否かの議論が持ち上がった。2008年夏、レッチャー郡郡政委員会は州当局と、建設開始前に環境影響評価を行うという協定に調印した。ケンタッキー州情報公開法の下で「レキシントン・ヘラルド・リーダー」が取得した文書は、この評価前に実際には建設工事が始まっていたことを示していた。重機械が認められていない原生管理地域の一部で、郡が所有するブルドーザーが樹木の伐採を始めていた。環境保護団体がアメリカ合衆国魚類野生生物局に、絶滅危惧種に影響が出るかを判断するよう求めている。環境影響評価のために、工事は暫く中断されている。

## 人口動態
以下は2000年国勢調査による人口統計データである。
| 基礎データ - 人口: 25,277人 - 世帯数: 10,085 世帯 - 家族数: 7,462 家族 - 人口密度: 29人/km2（75人/mi2） - 住居数: 11,405軒 - 住居密度: 13軒/km2（34軒/mi2） 人種別人口構成 - 白人: 98.71% - アフリカン・アメリカン: 0.51% - ネイティブ・アメリカン: 0.10% - アジア人: 0.28% - 太平洋諸島系: 0.02% - その他の人種: 0.03% - 混血: 0.35% - ヒスパニック・ラテン系: 0.44% 年齢別人口構成 - 18歳未満: 23.7% - 18-24歳: 9.2% - 25-44歳: 28.7% - 45-64歳: 25.8% - 65歳以上: 12.6% - 年齢の中央値: 38歳 - 性比（女性100人あたり男性の人口） - 総人口: 95.8 - 18歳以上: 92.1 | 世帯と家族（対世帯数） - 18歳未満の子供がいる: 32.3% - 結婚・同居している夫婦: 58.4% - 未婚・離婚・死別女性が世帯主: 11.5% - 非家族世帯: 26.0% - 単身世帯: 24.1% - 65歳以上の老人1人暮らし: 10.1% - 平均構成人数 - 世帯: 2.48人 - 家族: 2.94人 収入と家計 - 収入の中央値 - 世帯: 21,110米ドル - 家族: 24,869米ドル - 性別 - 男性: 30,488米ドル - 女性: 17,902米ドル - 人口1人あたり収入: 11,984米ドル - 貧困線以下 - 対人口: 27.1% - 対家族数: 23.7% - 18歳未満: 35.9% - 65歳以上: 21.2% |

## 都市と町
| - ジェンキンス - ホワイツバーグ - 郡庁所在地 - ビーフハイド（部分） - ブラッキー - フレミング・ネオン | - エオリア - アーマイン - アイサム - レッチャー - マックロバーツ - セコー |

## 教育
2つの教育学区が郡内の公共教育を管轄している

### レッチャー郡公共教育学区
郡内のジェンキンス市を取り囲む最東部を除いて、幼稚園生から12年生の児童生徒の教育はレッチャー郡公共教育学区が管轄している。9つの小中学校、職業訓練校1校、高校1校、およびオールターナティブ教育センター1つを運営している。

### ジェンキンス独立教育学区
ジェンキンス地域の児童生徒の教育はジェンキンス独立教育学区が管轄しており、小学校2校、中高校複合校1校がある。2012年に100周年を迎えた。

## メディア
郡内では2つの公共放送ケーブルテレビが放送されている。レッチャー郡郡政委員会が運営する政府アクセステレビは委員会の実況中継、地元の行事、救急情報を流している。レッチャー郡公共教育学区が運営するLCPS-TVは、学校からのお知らせ、行事、遠隔教育番組を流している。
ラジオはFM放送3局、AM放送3局がある。
新聞は「ザ・マウンテン・イーグル」と「レッチャー郡コミュニティ・ニューズ・プレス」がある。

## 行事
- ホワイツバーグの7月4日祝祭[13]は、パークウェイプラザ・ショッピングセンターで7月4日に開催される行事である
- ホワイツバーグではリバーサイドデイズ[14]がリバーサイド公園で毎年3日間開催される
- ホワイツバーグのレーバーデー祝祭[15]は、リバーサイド公園でレーバーデーの金曜日に開催される
- マウンテン・ヘリテージ・フェスティバル[16]は、9月の最終週の一週間開催される
- ジェンキンス市では、ジェンキンス・ホームカミング・デイズが毎年8月に開催されている
- ヘリテージ2KX[17]ミニトラックショーは、州内最大の現代慣習ショーであり、レーバーデーの後の毎週末に開催され、郡内毎年で開催される3大祭の1つになっている。合衆国東部から数千人の観衆が集まっている。

## 著名な出身者
- フランシス・ゲーリー・パワーズ、1960年5月1日のU-2撃墜事件の際、このU-2偵察機を操縦していたアメリカ空軍パイロット